# Perdita angellata
Perdita angellata är en biart som beskrevs av Griswold 1993. Perdita angellata ingår i släktet Perdita och familjen grävbin. Inga underarter finns listade i Catalogue of Life.